# پیچ شمعی
پیچ شمعی (نام علمی: Pentatropis) نام یک سرده از زیرخانواده استبرق است.